# Nagy Baka György
Nagy Baka György (Kolozsvár, 1949. március 31. –) erdélyi magyar informatikus.

## Életútja
Középiskolai tanulmányait 1967-ben szülővárosában az Ady-Şincai Líceumban végezte. Villamosmérnöki oklevelet 1973-ban szerzett a Kolozsvári Műszaki Egyetemen. A Számítástechnikai Intézet tudományos kutatója Kolozsváron 1989-ig, ekkor Magyarországra költözött.

## Munkássága
Első írása 1975-ben jelent meg a bukaresti Energetica című szaklapban. Ugyanebben a folyóiratban 1975, 1978-ban – társszerzőkkel együtt – több tanulmányt közölt a számítástechnikai eljárások alkalmazási lehetőségeiről a villamos energetika területén. Tudományos gyűjteményekben is társszerző (Actualitatea în informatică şi conducere I. 1979).

## Művei
- Kovács Sándor–Nagy Baka György: A számítógépek operációs rendszere; Dacia, Kolozsvár-Napoca, 1979 (Antenna)
- A PL1 programozási nyelv alapjai (szerzőtársa Kovács Sándor, 1983)